# Ernst Reinhold von Hofmann
Ernst Reinhold von Hofmann (en ruso: Эрнст Ка́рлович Го́фман, 8 de enero de 1801 - 23 de mayo de 1871) fue un geólogo, geógrafo, explorador y conferencista ruso. Acompañó al oficial naval y explorador Otto von Kotzebue y a su tripulación durante sus viajes alrededor del mundo de 1823 a 1826. Después realizó varios viajes a regiones como los Urales y la Europa continental y tomó nota de la orografía y la geografía general. También fue profesor en la Universidad Estatal de San Petersburgo y profesor asociado en la Universidad de Kiev.

## Biografía

### Primeros viajes y estudios
Entre 1823 a 1826, Hofmann dio la vuelta al mundo con Otto von Kotzebue y otros jóvenes estudiantes, entre ellos el físico Heinrich Lenz. El grupo partió de Kronstadt el 28 de julio de 1823 en la balandra Enterprise. Anclaron en Portsmouth el 25 de agosto y partieron el 11 de septiembre en dirección a Río de Janeiro, donde atracaron el 2 de noviembre. El grupo dio la vuelta al Cabo de Hornos el 26 de diciembre. Fondearon en la bahía de Concepción el 16 de enero de 1824 y volvieron a salir el 3 de febrero, después de haber evitado su captura por las autoridades chilenas. Se dirigieron a las Tuamotus y navegaron a través del laberinto de atolones, llegando a la isla de Tahití el 14 de marzo. Llegaron a Petropavlovsk el 8 de junio.
El 14 de julio, Hofmann se encontraba entre un pequeño grupo de viajeros para hacer la primera ascensión conocida del Avachinsky. El ascenso fue exitoso y midieron la elevación de la cumbre a 7200 pies sobre el nivel del mar. El grupo trajo trozos de cristal al barco para probar su hazaña. Dejaron la península de Kamchatka el 20 de julio y se dirigieron a Novo-Arjánguelsk, arribando el 10 de agosto. Allí recibieron la noticia de Matvey Muravyev, director de la Compañía Ruso-Americana, de que no se les necesitaría hasta el 1 de marzo del próximo año, cuando comenzó la temporada de comercio. Después de un mes en la isla de Sitka, partieron hacia California, que en ese momento no se encontraba totalmente explorada. Esto difería del plan original, ya que el grupo quería explorar el Paso del Noroeste pero las condiciones resultaron ser demasiado peligrosas. El grupo también visitó Hawái en el período de seis meses de tiempo libre que tenían. En la isla, el grupo se abasteció de alimentos frescos y realizó observaciones científicas.
Regresaron a Novo-Arjánguelsk el 24 de febrero de 1825 y anclaron cerca de una fortaleza durante cinco meses, vigilando una parte de la ciudad. El buque zarpó nuevamente el 11 de agosto y se dirigió a Honolulú, donde se detuvieron durante cuatro días antes de dirigirse a las Islas Marshall el 19 de septiembre. El 6 de octubre el grupo observó y cartografió la cadena Ralik, considerada relativamente misteriosa por los exploradores. Se detuvieron en Guam durante tres días y llegaron a Manila el 8 de noviembre, donde permanecieron por un tiempo mientras la embarcación era reparada. El grupo salió de Filipinas el 10 de enero de 1826 y pasó por el Estrecho de Sunda el 25 de enero para aventurarse por el Océano Índico, rodeando el Cabo de Buena Esperanza el 16 de marzo y llegando a Santa Elena once días después. Entraron en Portsmouth el 3 de junio y llegaron a Kronstadt el 10 de julio.
Por su participación en el extenso viaje, a Hofmann se le concedió la Orden de San Vladimiro en 1929. Más tarde dejó constancia de sus hallazgos geológicos en su artículo Geognostische Beobachtungen auf einer Reise um die Welt in den Jahren 1823-26 (Observaciones geognósticas en un viaje alrededor del mundo en los años 1823-26).
Con Gregor von Helmersen, Hofmann viajó a la región de los Urales del Sur en 1828 a petición de Georg Ludwig Cancrin, el ministro de Finanzas. De este modo se convirtieron en los primeros en crear un mapa orográfico de la región. En 1831 publicaron en Berlín el Geognostische Untersuchung der Süd-Uralgebirges (Estudio geonóstico de la región de los Urales del Sur).

### Últimos años
Al regresar de Berlín, Hofmann se convirtió en profesor de geología y mineralogía en su alma mater, la Universidad de Dorpat, en 1833. En 1837 se convirtió en maestro de filosofía con su tesis Geognostische Beobachtungen auf einer Reis von Dorpat bis Abo (Observaciones geonósticas en un viaje desde Dorpat hacia Abo). Dejó Dorpat ese año y se incorporó a la Universidad de Kiev, donde enseñó durante cinco años. En 1845 se convirtió en profesor de la Universidad Estatal de San Petersburgo, cargo que ocupó hasta 1863.
La última parte de su carrera se dedicó principalmente a la investigación de la región de los Urales. En 1847, realizando algunas reconocidas expediciones. Murió el 23 de mayo de 1871 a los setenta años.